# Turó de Lledó
El Turó de Lledó és una muntanya de 498 metres que es troba entre els municipis de Premià de Dalt, Teià i Vallromanes, entre les comarques del Maresme i del Vallès Oriental.

## Descripció
Es troba al NO del Turó de Sant Mateu. La zona, ocupada antigament per cereal i vinya, i després per pinedes, va patir un incendi els anys vuitanta i encara no s'ha reforestat plenament. L'absència de bosc fa que hi hagi molt bona vista cap al Barcelonès. Actualment, l'accés és molt fàcil des de les planes de Sant Mateu.
A la zona hi abunda el romaní, l'albada i la gatosa. També podem veure-hi joves alzines que han brotat amb energia després de l'incendi. És recomanable visitar-lo a la primavera, quan floreixen la majoria d'espècies de la brolla que envolta el turó.

## Accés
Es troba a Teià: situats a l'ermita de Sant Mateu, agafem el camí que surt en direcció a Can Riera. Uns metres més endavant trobarem uns senyals de prohibit el pas. Continuem pel camí de l'esquerra tot resseguint unes tanques dins de les quals els propietaris de Can Riera hi tenen cavalls, truges, estruços, cabres, xais, galls, gallines, etc. Al final del camí, trobarem una d'aquestes tanques. La seguirem cap a l'esquerra i, tot just quan s'acaba, veurem un corriol que puja en uns minuts fins al cim. Coordenades: x=443568 y=4596544 z=496.